# Чеширское канальное кольцо
Чеширское канальное кольцо — кольцевой туристический маршрут в Великобритании, проходящий по 6 каналам вокруг графств Чешир и Большой Манчестер в Северо-Западной Англии: Эштонскому, Пик-Форест, Макклсфилдскому
, Трент — Мерси, Бриджуотерскому и Рочдейлскому. Путешествие целиком на нэрроуботе занимает около недели и отличается разнообразием пейзажей: от гор Пик-Дистрикт до Чеширских равнин.

## История
Термин «Чеширское кольцо» впервые появился в 1965 году в бюллетени Ассоциации внутренних водных путей как часть кампании по возрождению английских судоходных каналов. После Второй мировой войны многие участки каналов обмельчали и стали несудоходными, многие шлюзы так же были в ужасном состоянии. Существовал риск, что каналы будут заброшены и засыпаны, так как они становились зловонными бельмами на глазу. Настойчивость общественности была вознаграждена, и 1 апреля 1974 года, после реставрации, кольцо было вновь открыто для судоходства.